# Jack and Jill
Jack & Jill (bra: Cada Um Tem a Gêmea que Merece; prt: Jack e Jill) é um filme de comédia americano de 2011 dirigido por Dennis Dugan e estrelado por Adam Sandler. Seu roteiro foi escrito por Ben Zook, Steve Koren e Robert Smigel. O filme foi produzido pela Happy Madison e distribuído pela Columbia Pictures. As filmagens começaram em dezembro de 2010, tendo como locações a cidade de Los Angeles. Foi lançado em 11 de novembro de 2011 nos EUA. Faturou bem, com 149 milhões de dólares dos Estados Unidos arrecadados mundialmente, mas foi massacrado pela crítica e se tornou recordista com 10 prêmios no Framboesa de Ouro. Ele quebrou o recorde de Battlefield Earth para a maioria dos prêmios Framboesa para um único filme. É considerado por alguns críticos como um dos piores filmes de todos os tempos. Apesar disso, o filme teve uma recepção positiva do público.

## Enredo
O filme abre com vídeos caseiros dos irmãos gêmeos fraternos Jack e Jill Sadelstein crescendo em Nova Iorque. Eles mostram Jack como o gêmeo talentoso, enquanto Jill tenta sem sucesso chamar sua atenção machucando-o ou afastando os outros dele. Nos dias atuais, Jack (Adam Sandler) mora em Los Angeles, e é um executivo de publicidade bem sucedido que vive com sua bela esposa Erin (Katie Holmes) e seus dois filhos: Sofie (Elodie Tougne); e Gary (Rohan Chand), um garoto hindu que eles adotaram após o nascimento. Jill (também interpretada por Sandler) nunca saiu do bairro de classe operária em que eles cresceram no Bronx; Recentemente, ela herdou a casa dos pais, tendo vivido com a mãe até sua morte há cerca de um ano.
Como sempre, Jack está irritado com a visita de sua irmã no feriado do Dia de Ação de Graças. Jill arruína o jantar após envergonhar, sem querer, um convidado sem-teto trazido pelos pais de Erin. Jack briga com Jill, fazendo-a fugir para a floresta com Poopsie, sua cacatua de estimação. Erin exige que Jack se desculpe com sua irmã, o que ele faz de má vontade. Jill tem uma lista de coisas que ela quer fazer enquanto está em Los Angeles: estar em um game show (The Price is Right, que lhe dá vários prêmios, simplesmente para se livrar dela); andar a cavalo (ela é muito grande e pesada para o pônei, que desmorona sob ela); e fazer um passeio por um estúdio.
Como Jill tem uma passagem de avião em aberto, ela decide ficar até o final do Hanukkah, para o horror de Jack. Querendo se livrar da irmã, Jack convence Jill a tentar um namoro online. Ela não tem sucesso, até Jack alterar algumas informações do seu perfil, fazendo-a ter mais de 100 respostas. No entanto, quando um encontro de Jill com um homem "Funbucket" (Norm Macdonald) acontece, ele se esconde no banheiro masculino até ela sair do restaurante.
Enquanto isso, o cliente da agência de Jack, quer que ele, de alguma forma, faça o ator Al Pacino aparecer em um comercial da Dunkin' Donuts para promover um novo café chamado "Dunkaccino". Jack leva Jill a um jogo dos Lakers onde Pacino supostamente está. Pacino ignora Jack, mas se sente atraído por Jill, dando-lhe o seu número de telefone. Jack esperava que Jill voltasse pra casa na véspera de Ano Novo, já que a família está indo em um cruzeiro. Os amigos e colegas de Jack organizam uma festa de aniversário surpresa, estendendo o convite para Jill também. Mais uma vez, ela chama a atenção e envergonha Jack na frente de várias celebridades. Pacino leva Jill para sua casa - onde ela acidentalmente destrói a sua estatueta do Óscar. O jardineiro mexicano de Jack, Felipe (Eugenio Derbez), que também se apaixona por Jill, a convida para conhecer sua família em uma festa anual. Lá, ela se dá bem com todos e experimenta comida mexicana pela primeira vez, e acaba tendo um caso horrível de diarreia.
Pacino se recusa a fazer o comercial, a menos que Jack lhe consiga um encontro com Jill; para esse fim, Jack convida Jill a ir no cruzeiro com sua família. No mar, Jill se recusa a ver Pacino novamente, então Jack se disfarça como a irmã e vai ao encontro dela com o ator. Jill suspeita que ela foi convidada apenas para que Pacino fizesse o comercial; isso é confirmado quando ela liga para Jack, e ele responde com a voz da irmã, com a voz de Pacino ao fundo. Pacino, ainda acreditando que Jack é Jill, diz que vê Jill como uma mulher não reconhecida e orgulhosa pelo sucesso de seu irmão. Sentindo-se culpado, Jack retorna ao navio, apenas para descobrir que Jill voltou para o Bronx. Em um restaurante na véspera de Ano Novo, carregando uma foto dela e da falecida mãe, Jill se depara com um grupo de ex-colegas e valentões que sempre fizeram piadas dela. Estes colegas, liderados por Monica (David Spade), voltam a zombar dela, até que Jack, sua esposa e seus filhos aparecem. Jack e Jill conversam em sua língua de gêmeos que inventaram (que até Jack acha incompreensível). Monica ataca Erin por ciúmes, mas também é atacada e derrotada por Jill. Pacino também aparece no restaurante, vestido como o Homem de La Mancha, e diz a Jill que, embora tenha sentimentos por ela, há outro homem mais digno dela do que ele próprio. Ela vai para casa, onde Felipe aguarda sua chegada. Felipe confessa seu amor por Jill e os dois iniciam um relacionamento.
O comercial da televisão é feito, com Pacino estrelando e cantando uma música de rap. Quando Jack lhe mostra o resultado, Pacino o manda destruir todas as cópias.

## Elenco
- Adam Sandler como
  - Jack Sadelstein
  - Jill Sadelstein[11]
- Katie Holmes como Erin Sadelstein
- Al Pacino como ele mesmo
- Eugenio Derbez como 
  - Felipe
  - Juangelina (avó do Felipe)
- Tim Meadows como Ted
- Nick Swardson como Todd
- Allen Covert como Otto
- Elodie Tougne como Sofie Sadelstein
- Rohan Chand como Gary Sadelstein
- Geoff Pierson como Carter Simmons
- Valerie Mahaffey como Bitsy Simmons
- Gad Elmaleh como Xavier
- Gary Valentine como Dallas
- Kristin Davis como Delilah

Aparições
- Dana Carvey como Marionetista[12]
- David Spade como Monica
- Dennis Dugan como Henry, o suplente de Pacino
- Norm Macdonald como Funbucket
- John Farley como Vendedor de cachorro quente
- Christie Brinkley como ela mesma
- Drew Carey como ele mesmo
- Jared Fogle como ele mesmo
- Michael Irvin como ele mesmo
- Billy Blanks como ele mesmo
- Bruce Jenner como ele mesmo
- John McEnroe como Convidado na festa
- Shaquille O'Neal como ele mesmo
- Santiago Segura como Eduardo
- Lamar Odom como ele mesmo
- Vince Offer como ele mesmo
- Dan Patrick como ele mesmo
- Regis Philbin como ele mesmo
- Bill Romanowski como ele mesmo
- Johnny Depp como ele mesmo
- Kevin Nealon como Doutor (cena deletada)
- Jackie Sandler como Enfermeira (cena deletada)

## Recepção
O filme recebeu comentários esmagadoramente negativos. Teve aprovação de 3% no Rotten Tomatoes. É considerado um dos piores filmes de Adam Sandler.